# Burgstall Kaplinz
Der Burgstall Kaplinz ist eine abgegangene Höhenburg auf einem Sporn zwischen Owingen und Hohenbodman. Der noch gut erhaltene Burgstall liegt auf dem Gemeindegebiet von Owingen im Bodenseekreis (Baden-Württemberg).

## Beschreibung
Die wahrscheinlich frühmittelalterliche Anlage gehört neben den beiden Burgställen Leonegg und Falkenhalden (Heiligenberg) und dem Schloßbühl südlich von Deggenhausertal-Burg zu den größten Burgställen im Bodenseekreis. Alle vier Anlagen wurden auf Spornen erbaut und ähneln sich im Aufbau.
Bauwerksreste sind nicht erhalten, als Funde liegen nur einige vorgeschichtliche Keramikfragmente vor. Damit stützt sich die Datierung auf die heute noch sichtbaren Merkmale im Gelände, durch die Keramikfragmente ist eine vorzeitliche Nutzung der Anlage zwar nicht belegt, wird aber wahrscheinlicher.
Der Burgstall liegt auf einem nach Süden ins Tal ragenden Bergsporn. Von der nördlich liegenden Hochebene war er zuerst durch einen flachen Halsgraben abgetrennt. Alois Schneider vermutet, dass dieser verflachte Graben älter ist als der Rest der Anlage.
Südlich von diesem Graben trennt ein deutlich tieferer, steiler Abschnittsgraben ein annähernd trapezförmiges Plateau, welches an seiner Südseite ebenfalls durch einen ähnlich ausgeführten Graben geschützt war. Jenseits dieses Abschnittsgrabens liegt, wiederum südlich, eine nahezu kreisförmige und etwas höher gelegene Fläche. Diese Fläche war im südlichen Teil durch einen noch gut erkennbaren bogenförmigen Graben mit Vorwall, der sich um den Sporn zieht, gesichert. Die Flanken der Anlage gehören, verglichen mit den oben genannten Burgställen, zu den steilsten Böschungen.

## Geschichte
Sichere schriftliche Erwähnungen der Anlage liegen nicht vor. Alois Schneider hält es für wahrscheinlich, dass es sich um eine Burg der Ritter von Ramsberg gehandelt hat, die 1222 bei Streitigkeiten mit dem Kloster Salem genannt wird. Die Herkunft des Flurnamens Kap Linz oder Kapelle Linz ist nicht geklärt.